# Japetus Steenstrup
Johannes Japetus Smith Steenstrup (Vang, 8 marzo 1813 – Copenaghen, 20 giugno 1897) è stato uno zoologo danese.
Lettore di mineralogia a Sorø dal 1837, ottenne la cattedra all'università di Copenaghen dal 1845. Si occupò di zoologia, arrivando a scoprire particolari cicli vitali aplodiplonti e a svolgere pregevoli ricerche sui Cefalopodi.
Ebbe come allievi Hans Christian Gram, Johan Erik Vesti Boas e Karl Gegenbaur.
| Steenstrup è l'abbreviazione standard utilizzata per le specie animali descritte da Japetus Steenstrup. Categoria:Taxa classificati da Japetus Steenstrup |